# Klauenbad

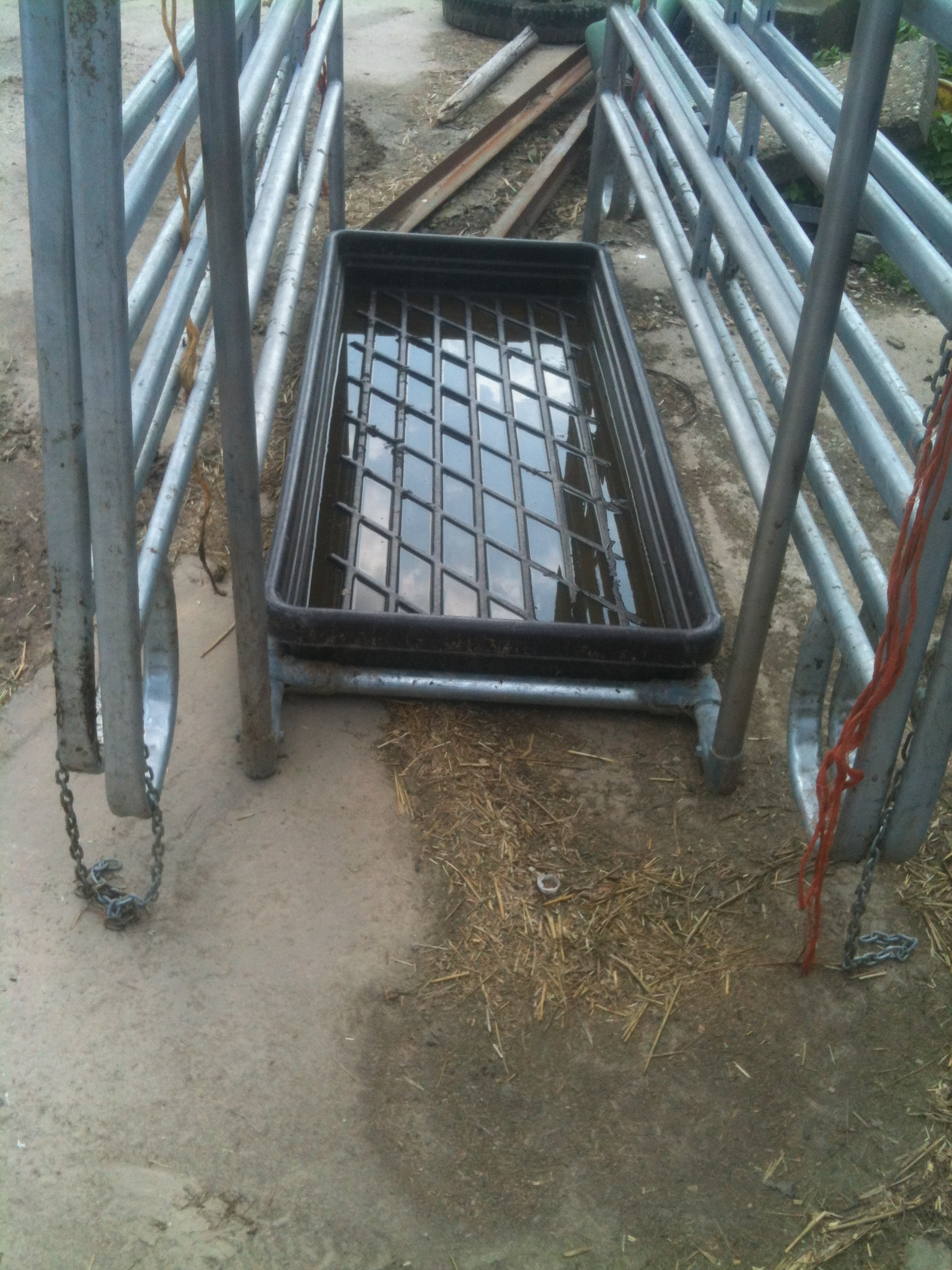
Leeres Klauenbad

Klauenbäder werden zur Vorbeugung und Behandlung von Klauenproblemen eingesetzt.
Ein Klauenbad besteht aus einer Wanne, in der Tierklauen in eine Flüssigkeit zur Säuberung und Heilung getaucht werden. In Kuhställen wird diese meist in den Zwangsverkehr vor oder nach dem Melkstand eingereiht, so dass die Frequenz der Behandlung in einem engen Rahmen gesteuert werden kann.
So wird von Tierärzten teils eine Behandlung gegen Mortellaro verschrieben.
EU-weit ist die Anwendung von Bioziden (Desinfektionsmitteln) auch zur Anwendung am Tier zugelassen. Somit können auch formaldehydhaltige Biozide als Klauenbad genutzt werden.  Je nach Pflegeintensität kann ein Klauenbad sogar die Verbreitung von Krankheiten im Stall beschleunigen.
Zudem sind durch Einsatz eines Klauenbades die Ursachen der Huferkrankungen nicht gelöst. Neben Fütterungsfehlern und Stoffwechselproblemen, kann eine laienhafte Hufpflege Ursache für Entzündungen sein.
Klauenkrankheiten führen regelmäßig zu Minderleistung, bei stärkeren Krankheitsverläufen auch zum Abgang der Tiere.